# Lac Blue
Pour les articles homonymes, voir Blue Lake.
Le lac Blue (en anglais : Blue Lake) est un lac américain dans le comté de Shasta, en Californie. Il est situé à 2 229 mètres d'altitude au sein de la Lassen Volcanic Wilderness, dans le parc national volcanique de Lassen.